# Komar (Travnik, BiH)
Komar je naseljeno mjesto u općini Travnik, Federacija Bosne i Hercegovine, BiH.
Nalazi se na istoimenoj planini, jugozapadno od Travnika. U blizini je prijevoj Komar na 927 metara nadmorske visine.

## Stanovništvo

### 1991.
Nacionalni sastav stanovništva 1991. godine, bio je sljedeći:
ukupno: 311
- Srbi - 305
- Muslimani - 1
- ostali, neopredijeljeni i nepoznato - 5

### 2013.
Na popisu stanovništva 2013. godine bilo je bez stanovnika.